# Kolarstwo na Letnich Igrzyskach Olimpijskich 2008 – wyścig drużynowy na dochodzenie mężczyzn
Wyścig drużynowy na dochodzenie mężczyzn podczas Letnich Igrzysk Olimpijskich 2008 rozegrany został między 17 a 18 sierpnia na  torze Laosham Welodrom.

## Terminarz
Czas w Pekinie (UTC+08:00)
| Data             | Godzina |                |
| ---------------- | ------- | -------------- |
| 17 sierpnia 2016 | 10:00   | Eliminacje     |
| 17 sierpnia 2016 | 18:25   | Pierwsza runda |
| 18 sierpnia 2008 | 18:15   | Finały         |

## Wyniki

### Eliminacje
Osiem najszybszych drużyn awansowała do pierwszej rundy. Drużyny z pierwszych czterech miejsc awansowały do rywalizacji o złoty medal.
| Pozycja | Państwo         | Zawodnicy                                                                 | Wynik    | Uwagi |
| ------- | --------------- | ------------------------------------------------------------------------- | -------- | ----- |
| 1.      | Wielka Brytania | Edward Clancy Paul Manning Geraint Thomas Bradley Wiggins                 | 3:57,101 | Q,    |
| 2.      | Nowa Zelandia   | Sam Bewley Westley Gough Marc Ryan Jesse Sergent                          | 3:59,277 | Q     |
| 3.      | Australia       | Jack Bobridge Mark Jamieson Bradley McGee Luke Roberts                    | 4:02,041 | Q     |
| 4.      | Dania           | Michael Færk Christensen Casper Jørgensen Jens-Erik Madsen Alex Rasmussen | 4:02,191 | Q     |
| 5.      | Francja         | Damien Gaudin Matthieu Ladagnous Christophe Riblon Nicolas Rousseau       | 4:03,679 | Q     |
| 6.      | Holandia        | Levi Heimans Robert Slippens Wim Stroetinga Jens Mouris                   | 4:04,806 | Q     |
| 7.      | Hiszpania       | Sergi Escobar Asier Maeztu David Muntaner Antonio Miguel Parra            | 4:06,509 | Q     |
| 8.      | Rosja           | Aleksiej Markow Aleksandr Pietrowskij Aleksandr Sierow Nikołaj Trusow     | 4:06,518 | Q     |
| 9.      | Ukraina         | Wołodymyr Diudia Lubomyr Połatajko Maksym Poliszczuk Witalij Szczedow     | 4:07,883 |       |
| 10.     | Kolumbia        | Juan Esteban Arango Arles Castro Juan Pablo Forero Jairo Pérez            | 4:11,397 |       |

### Pierwsza runda
W pierwszej rundzie podział na poszczególne wyścigi odbył się na podstawie kwalifikacji i odbył się według zasady:
Wyścig 1 : 6 drużyna kwalifikacji z 7 drużyną kwalifikacji
Wyścig 2 : 5 drużyna kwalifikacji z 8 drużyną kwalifikacji
Wyścig 3 : 2 drużyna kwalifikacji z 3 drużyną kwalifikacji
Wyścig 4 : 1 drużyna kwalifikacji z 4 drużyną kwalifikacji
Zwycięzcy wyścigów 3 i 4 awansowali do wyścigu o złoty medal pozostałe 6 zespołów na podstawie uzyskanych czasów walczyło w wyścigach o brązowy medal, piąte, siódme miejsce.
| Pozycja | Wyścig | Kraj            | Zawodnik                                                                  | Wynik            | Uwagi |
| ------- | ------ | --------------- | ------------------------------------------------------------------------- | ---------------- | ----- |
| 1.      | 4      | Wielka Brytania | Edward Clancy Paul Manning Geraint Thomas Bradley Wiggins                 | 3:55,202         |       |
| 2.      | 1      | Dania           | Michael Færk Christensen Casper Jørgensen Jens-Erik Madsen Alex Rasmussen | 3:56,831         |       |
| 3.      | 3      | Nowa Zelandia   | Sam Bewley Westley Gough Marc Ryan Jesse Sergent                          | 3:57,563         |       |
| 4.      | 2      | Australia       | Jack Bobridge Mark Jamieson Bradley McGee Luke Roberts                    | 3:58,633         |       |
| 5.      | 2      | Holandia        | Levi Heimans Robert Slippens Wim Stroetinga Jens Mouris                   | okrązenie straty |       |
| 6.      | 3      | Hiszpania       | Sergi Escobar Asier Maeztu David Muntaner Antonio Miguel Parra            | okrązenie straty |       |
| 7.      | 4      | Rosja           | Aleksiej Markow Aleksandr Pietrowskij Aleksandr Sierow Nikołaj Trusow     | okrązenie straty |       |
|         | 1      | Francja         | Damien Gaudin Matthieu Ladagnous Christophe Riblon Nicolas Rousseau       | DSQ              |       |

## Finały

### Runda medalowa
| Wyścig          | Kraj            | Zawodnik                                                                  | Czas     | Pozycja |
| --------------- | --------------- | ------------------------------------------------------------------------- | -------- | ------- |
| o złoty medal   | Wielka Brytania | Edward Clancy Paul Manning Geraint Thomas Bradley Wiggins                 | 3:53,314 | złoto   |
| o złoty medal   | Dania           | Michael Færk Christensen Casper Jørgensen Jens-Erik Madsen Alex Rasmussen | 4:00,040 | srebro  |
| o brązowy medal | Nowa Zelandia   | Sam Bewley Westley Gough Marc Ryan Jesse Sergent                          | 3:57,776 | brąz    |
| o brązowy medal | Australia       | Jack Bobridge Mark Jamieson Bradley McGee Luke Roberts                    | 3:59,006 | 4.      |